# Antarchaea heliriusalis
Antarchaea heliriusalis là một loài bướm đêm trong họ Noctuidae.